# NININ SANKYAKU YUZU MEGA MIX
『NININ SANKYAKU YUZU MEGA MIX』（ニニンサンキャク ユズ メガミックス）は、ゆずの12インチ盤のライブ・アルバム。2015年9月30日発売。発売元はセーニャ・アンド・カンパニー。CD作品を含めたライブ・アルバムとしては通算5作目となる。

## 解説
この年の8月15、16日に開催された「ゆず 弾き語りライブ 2015 二人参客 in 横浜スタジアム」内でのゆずの新たな挑戦としてクリエイター集団・渋家（シブハウス）とのコラボレーションで表現したリミックスコーナー「柚渋メドレー」のライブ音源を収録した作品。ゆずの作品としては初めてのレコード盤での発売となる。

## 収録曲
- 作詞・作曲者は各リンク先照願。

［A面］
1. 岡村ムラムラブギウギ  [4sk Remix]
2. する〜  [4sk Remix]
3. イロトリドリ  [fu_mou Remix]
4. LOVE & PEACH  [y0cle Remix]
5. いちご   [y0cle Remix]

［B面］
1. 向日葵ガ咲ク時  [三毛猫ホームレス Remix]
2. ワンダフルワールド  [Emufucka Remix]

## 関連作品
- 二人参客 2015.8.15〜緑の日〜
- 二人参客 2015.8.16〜黄色の日〜